# Aseprite
Aseprite (antiguamente llamado Allegro Sprite Editor) es un editor de gráficos rasterizados para Windows, macOS y Linux, creado por David Capello. Está diseñado específicamente para crear y editar Sprites y animaciones píxel art. Tiene una valoración positiva del 99% (de 1,462 reviews) en Steam, ha sido recomendado por el artista Thomas Feichtmeir (@cyangmou) con una valoración de 6.5/10, y fue uno de los seis programas recomendados en 2017 para pixel art por PC Gamer.

## Historia
Aseprite fue lanzado en 2001 bajo el nombre de Allegro Sprite Editor. Inicialmente, fue un proyecto de código abierto publicado bajo los términos de la licencia GPLv2 de GNU. Tras el lanzamiento de la versión 1.1.8 en 2016, los desarrolladores cambiaron la licencia por una tipo EULA, la cual permite a los usuarios descargar, compilar y usar el código fuente para fines personales, pero prohíbe la redistribución del mismo a terceros. Después del cambio de licencia, los binarios de Aseprite empezaron a ser comercializados en diferentes plataformas como Steam, Itch.io y el mismo sitio web del proyecto.
El código fuente de Aseprite solía estar alojado en la plataforma de Google Code, hasta que en el año 2014 los desarrolladores migraron el proyecto a GitHub.
Diversos juegos populares como Celeste han hecho uso de Aseprite para el dibujado de gráficos y la animación de los mismos.

## Características
Aseprite presenta una interfaz que utiliza capas, fotogramas y celdas (intersecciones entre capa y fotograma) similar a la de Adobe Flash. 
El programa cuenta con herramientas de dibujo comunes en editores de gráficos bitmap como el lápiz, goma de borrar, herramienta de rellenado y diversas herramientas de selección. Además, Aseprite tiene varias características pensadas para pixel art, como trazado de líneas pixel-perfect, uso del algoritmo rotsprite para transformación de imágenes y edición de paletas de color. 
Aseprite también cuenta con una interfaz de línea de comandos y soporte para scripting por medio del lenguaje Lua para automatizar tareas desde la versión 1.2.10-beta2.

## Formatos de archivo soportado
- ASE/ASEPRITE: Extensión de archivo nativa de aseprite. Usa compresión sin pérdidas, y permite guardar capas, animaciones, Color de 32 bits, transparencias de 8 bits, paletas y otras configuraciones.
- BMP: Formato de archivo BMP de Microsoft.
- FLC/FLI: Formatos gráficos de animación nativos de Autodesk Animator, de Autodesk, Inc.
- GIF (Graphics Interchange Format): formato gráfico con profundidad de color de 8 bits, que permite animaciones.
- ICO: Extensión usada para los archivos que contienen íconos.
- JPEG/JPG (Joint Photographic Experts Group): Formato gráfico con compresión con pérdidas.
- PCX (PiCture eXchange): formato gráfico con compresión sin pérdidas,  nativo del programa PC Paintbrush de ZSoft.
- PCC: formato gráfico con compresión sin pérdidas,  nativo del programa PC Paintbrush de ZSoft.
- PNG (Portable Network Graphics): Formato gráfico con compresión sin pérdidas, con profundidad de color de 8 y 16 bits.
- SVG (Scalable Vector Graphics): Formato gráfico vectorial de estándar abierto.
- TGA (Truevision TGA): formato gráfico sin compresión (o con compresión sin pérdidas).

- WEBP: Formato gráfico en contenedor, derivado del formato de vídeo VP8. Permite compresión con y sin pérdidas.